# 121547 Fenghuotongxin
121547 Fenghuotongxin este o planetă minoră (asteroid) din centura de asteroizi. A fost descoperită pe 11 noiembrie 1999 la Xinglong Station⁠(d) de Beijing Schmidt CCD Asteroid Program⁠(d). 
Obiectul prezintă o orbită caracterizată de o semiaxă mare de 1,9809122283534 UAi, o excentricitate de 0,07, o înclinație de 22,1 ° în raport cu ecliptica.